# Comuna Novobohdanivka, Melitopol
Novobohdanivka (în ucraineană Новобогданівка) este o comună în raionul Melitopol, regiunea Zaporijjea, Ucraina, formată din satele Novobohdanivka (reședința), Perșostepanivka, Prîvilne și Troiițke.

## Demografie
Componența lingvistică a comunei Novobohdanivka
     Rusă (78,56%)
     Ucraineană (19,55%)
     Alte limbi (0,74%)
Conform recensământului din 2001, majoritatea populației comunei Novobohdanivka era vorbitoare de rusă (78,56%), existând în minoritate și vorbitori de ucraineană (19,55%).